# Radio Wolga
Radio Wolga (en russe Радио Волга) était la station de radio des forces armées soviétiques cantonnées en République démocratique allemande.
Elle voit le jour le 1er juillet 1945, moins de deux mois seulement après la chute du Troisième Reich, et émet depuis le secteur d'occupation soviétique de Berlin à destination des troupes de l'armée rouge cantonnées dans la ville. En 1949, elle obtient une fréquence permanente du gouvernement de la nouvelle République démocratique allemande. Elle utilise l'émetteur de Königs Wusterhausen jusqu'en 1967, puis l'émetteur de Burg après cette date.
Radio Wolga diffusait en basse fréquence (283, 261 puis finalement 261 kHz) un programme essentiellement informatif en langue russe, ponctué cependant de quelques émissions en allemand. En 1990, après la réunification allemande consécutive à la chute du mur de Berlin intervenue quelques mois plus tôt, Radio Wolga partage une partie de son temps d'antenne avec la station allemande Radioropa Info. 
L'effondrement de l'Union des républiques socialistes soviétiques entraîne une réduction draconienne des forces militaires russes dans ses anciens satellites est-européens, les dernières troupes russes quittant le pays en 1994. Cette même année, Radio Wolga, devenue inutile, cesse définitivement ses émissions au profit de Radioropa Info.